# Dollar General Bowl 2018
Match précédent Match suivant
Le Dollar General Bowl 2018 est un match de football américain de niveau universitaire joué après la saison régulière de 2018, le 22 décembre 2018au Ladd Peebles Stadium de Mobile dans l'État de l'Alabama aux États-Unis.
Il s'agit de la 20e édition du Dollar General Bowl.
Le match met en présence l'équipe des Trojans de Troy issue de la Mid-American Conference et l'équipe des Bulls de Buffalo issue de la Sun Belt Conference.
Il débute vers 21 h 30, heure locale et est retransmis à la télévision par ESPN.
Sponsorisé par la société Dollar General, le match est officiellement dénommé le 2018 Dollar General Bowl.
Les Trojans de Troy remportent le match sur le score de 42 à 32.

## Présentation du match
| Équipes                                                                                         | Conférences             | Entraîneurs        | Stats. saison rég. | Classements avant le bowl CFP-AP-Coaches |
| ----------------------------------------------------------------------------------------------- | ----------------------- | ------------------ | ------------------ | ---------------------------------------- |
| Trojans de Troy                                                                                 | Mid-American Conference | Lance Leipold (en) | 10 - 03            | NC                                       |
| Bulls de Buffalo                                                                                | Sun Belt Conference     | Neal Brown (en)    | 09 - 03            | NC                                       |
| Arbitre : Jeff Flanagan (ACC) Équipe donnée favorite par les bookmakers : Buffalo par 2½ points |                         |                    |                    |                                          |

Il s'agit de la première rencontre entre ces deux équipes.

### Trojans de Troy
Avec un bilan global en saison régulière de 9 victoires et 3 défaites (7-1 en matchs de conférence), Troy est éligible et, le 2 décembre, accepte l'invitation pour participer au Dollar General Bowl de 2018.
Ils terminent 2e de la East Division de la Sun Belt Conference derrière Appalachian State .
À l'issue de la saison 2018 (bowl non compris), ils n'apparaissent pas dans les classements CFP, AP et Coaches.
Il s'agit de leur 3e participation consécutive à un bowl universitaire (victoires au Dollar General Bowl 2016 et au New Orleans Bowl 2017) et leur 3e apparition au Dollar General Bowl :
| Dates            | Saisons | Adversaires                | Scores    | Résultats |
| ---------------- | ------- | -------------------------- | --------- | --------- |
| 6 janvier 2010   | 2010    | Central Michigan Chippewas | 44(2OT)41 | D : 0 - 1 |
| 23 décembre 2016 | 2016    | Bobcats de l'Ohio          | 28 - 23   | V : 1 - 1 |

### Bulls de Buffalo
Avec un bilan global en saison régulière de 10 victoires et 3 défaites (7-1 en matchs de conférence), Buffalo est éligible et accepte le 2 décembre, l'invitation pour participer au Dollar General Bowl de 2018.
Ils terminent 1er de la East Division de la Mid-American Conference mais perdent la finale de conférence 29 à 30 contre Northern Illinois.
À l'issue de la saison 2018 (bowl non compris), ils n'apparaissent pas dans les classements CFP, AP et Coaches.
C'est leur première apparition au Dollar General Bowl

## Résumé du match
Début du match à 18 h 00, fin à 21 h 34 pour une durée totale de jeu de 3 h 34 min.
Températures de 12 °C, vent de S de 8 km/h , ciel dégagé.
| QT          | Temps       | Drive       | Drive       | Drive       | Équipe      | Description de l'action | Score | Score |
| QT          | Temps       | Jeux        | Yards       | TDP         | Équipe      | Description de l'action | BUFF  | TROY  |
| ----------- | ----------- | ----------- | ----------- | ----------- | ----------- | --- | ----- | ----- |
| 1           | 13:12       | 5           | 75          | 01:48       | BUFF        | TD à la suite d'une course de 11 yards par Jaret Patterson + 1 point de conversion par K Adam Mitcheson                               | 7     | 0     |
| 1           | 11:17       | 3           | 74          | 01:25       | TROY        | TD de 60 yards par WR Tray Eafford à la suite d'une réception de passe de QB Sawyer Smith + 1 point de conversion par K Tyler Sumpter | 7     | 7     |
| 2           | 11:11       | 14          | 96          | 05:58       | BUFF        | TD à la suite d'une course de 1 yard par Kevin Marks + 1 point de conversion par K Adam Mitcheson                                     | 14    | 7     |
| 2           | 06:15       | 8           | 42          | 02:34       | TROY        | TD de 7 yards par WR Damion Willis à la suite d'une réception de passe de QB Sawyer Smith + 1 point de conversion par K Typer Sumpter | 14    | 14    |
| 2           | 00:52       | 10          | 41          | 03:16       | BUFF        | FG de 41 yards par Adam Mitcheson | 17    | 14    |
| 3           | 09:41       | 10          | 75          | 05:19       | TROY        | TD à la suite d'une course de 2 yards par RB B.J. Smith + 1 point de conversion par K Tyler Sumpter                                   | 17    | 21    |
| 3           | 05:23       | -           | -           | -           | BUFF        | TD à la suite d'un retour sur 93 yards d'un Fumble adverse par Tyrone Hill + 1 point de conversion par K Adam Mitcheson               | 24    | 21    |
| 4           | 14:13       | 12          | 69          | 06:10       | TROY        | TD de 2 yards par WR Damion Willis à la suite d'une réception de passe de QB Sawyer Smith + 1 point de conversion par K Tyler Sumpter | 24    | 28    |
| 4           | 11:25       | 3           | 48          | 00:51       | TROY        | TD de 45 yards par WR Sidney Davis à la suite d'une réception de passe de QB Sawyer Smith + 1 point de conversion par K Tyler Sumpter | 24    | 35    |
| 4           | 07:24       | 10          | 69          | 04:01       | BUFF        | TD de 3 yards par K.J. Osborn à la suite d'une réception de passe de Tyree Jackson + 2 points de conversion à la passe                | 32    | 35    |
| 4           | 03:09       | 1           | 20          | 00:05       | TROY        | TD à la suite d'une course de 20 yards par WR Sidney Davis + 1 point de conversion par K Tyler Sumpter                                | 32    | 42    |
| Score final | Score final | Score final | Score final | Score final | Score final | Score final | 32    | 45    |

## Statistiques
| Nom          | Équipe | Poste |
| ------------ | ------ | ----- |
| Sawyer Smith | Troy   | QB    |

| Statistiques                           | BUFF                                                  | TROY                                                  |
| -------------------------------------- | ----------------------------------------------------- | ----------------------------------------------------- |
| 1er down                               | 20                                                    | 21                                                    |
| 1er down à la course                   | 5                                                     | 7                                                     |
| 1er down à la passe                    | 11                                                    | 14                                                    |
| 1er down suite pénalité                | 4                                                     | 0                                                     |
| Conversion de 3e down                  | 5/12                                                  | 9/16                                                  |
| Conversion de 4e down                  | 2/2                                                   | 0/2                                                   |
| Jeux–yards                             | 68 jeux pour 376 yards                                | 75 jeux pour 433 yards                                |
| Yards à la course                      | 33 courses pour 102 yards moyenne de 3,1 yards/course | 31 courses pour 113 yards moyenne de 3,6 yards/course |
| Yards à la passe                       | 274                                                   | 320                                                   |
| Passes : Réussies-Tentées-Interceptées | 20/35 passes complétées, 1 interception               | 31/44 passes complétées, 0 interception               |
| Réussite en zone rouge/chances         | 3/4                                                   | 4/6                                                   |
| TD                                     | 4                                                     | 6                                                     |
| Field Goals                            | 1/2                                                   | 0/0                                                   |
| Sacks (Nombre-Yards)                   | 1 pour yards adverses perdus                          | 3 pour 18 yards adverses perdus                       |
| Fumbles (Nombre/Perdus)                | 6/3                                                   | 2/1                                                   |
| Pénalités (Nombre/Yards perdus)        | 5 pour 39 yards perdus                                | 8 pour 65 yards perdus                                |
| Temps de possession                    | 23:37                                                 | 33:23                                                 |

| Quarterbacks        | Quarterbacks      | Quarterbacks                                                                                    |
| ------------------- | ----------------- | ----------------------------------------------------------------------------------------------- |
| BUFF                | Jackson, Tyree    | 20/35 passes complétées, 274 yards, 1 interception, 1 TD, 3 sacks subis, évaluation QB de 126,6 |
| TROY                | Smith, Sawyer     | 31/44 passes complétées, 320 yards, 0 interception, 4 TDs, 1 sack subi, évaluation QB de161,5   |
| Meilleurs coureurs  |                   |                                                                                                 |
| BUFF                | Patterson, Jaret  | 15 courses pour 67 yards nets gagnés, 1 TD, moyenne de 4,5 yards/course                         |
| TROY                | Smith, B.J        | 20 courses pour 93 yards nets gagnés, 1 TD, moyenne de 4,7 yards/course                         |
| Meilleurs receveurs |                   |                                                                                                 |
| BUFF                | Johnson, Anthony  | 5 réceptions pour 67 yards gagnés, 0 TD                                                         |
| TROY                | Willis, Damion    | 13 réceptions pour 101 yards gagnés, 2 TDs                                                      |
| Meilleurs tacklers  |                   |                                                                                                 |
| BUFF                | Slack, Tatum      | 11 tacles dont 11 en solo                                                                       |
| TROY                | Rookard, Cedarius | 8 tacles dont 5 en solo, 1 interception, ½ TFL                                                  |